# Kuraľany
Kuraľany es un municipio del distrito de Levice en la región de Nitra, Eslovaquia, con una población estimada a final del año 2024 de 449 habitantes.
Se encuentra ubicado al este de la región, cerca de los ríos Ipoly y Hron (ambos, afluentes izquierdos del Danubio) y de la frontera con la región de Banská Bystrica.

## Demografía
| Año        | 1994 | 2004    | 2014     | 2024     |
| ---------- | ---- | ------- | -------- | -------- |
| Población  | 636  | 578     | 516      | 449      |
| Diferencia |      | −9,11 % | −10,72 % | −12,98 % |

| Año        | 2023 | 2024    |
| ---------- | ---- | ------- |
| Población  | 454  | 449     |
| Diferencia |      | −1,10 % |